# Stowarzyszenie Śpiewacze „Harmonia”
Stowarzyszenie Śpiewacze „Harmonia” – jeden z najstarszych polskich chórów mieszanych, istniejący od 1886 roku w Łodzi. Stowarzyszenie jest organizacją pożytku publicznego. W 2011 roku chór otrzymał Srebrny Medal „Zasłużony Kulturze Gloria Artis”. Od września 2022 roku dyrygentem chóru jest Kamil Gruszczyński. Patronem chóru jest Święta Cecylia.

## Historia

### Lata 1886–1918
Stowarzyszenie Śpiewacze „Harmonia” jest jednym z najstarszych chórów w Łodzi i Polsce. Powstało ze skromnego początkowo chóru kościelnego zarejestrowanego w roku 1886 przy najstarszej parafii łódzkiej, kościele Wniebowzięcia Najświętszej Marii Panny. W pierwszych latach istnienia członkowie chóru rekrutowali się ze środowiska robotniczego Łódzkiej Starówki, Bałut, Żubardzia. Musieli zbierać się potajemnie, ponieważ władza carska nie zezwalały na jego działalność. Dopiero w 1907 roku chór został zalegalizowany, otrzymuje statut i nazwę Towarzystwa Śpiewaczego „Harmonia”. Zespół organizował koncerty dla robotników z fabryk Poznańskiego, Bidermanna, Kajzebrychta.
W czasie I wojny Światowej chór działał w konspiracji, dopiero w okresie międzywojennym następuje intensywny rozkwit jego działalności. Oprócz chóru mieszanego powstaje także zespół żeński oraz sekcja dramatyczna. Wystawiono m.in. „Krakowiaków i Górali” z muzyką Jana Stefaniego do tekstu Wojciecha Bogusławskiego. W tym czasie zespołem kierowali Aleksander Pędzimąż i Karol Mieczysław Prosnak.

### Lata 1918–1945
W roku 1932 „Harmonia” otrzymała specjalną nagrodę od Rady Miejskiej za bogatą działalność artystyczną.
Okres II wojny światowej przerwał normalną pracę Stowarzyszenia, ale po zakończeniu okupacji niemieckiej w Łodzi (19 stycznia 1945) chór znowu podjął szeroką działalność dla upowszechniana kultury muzycznej i popularyzacji polskiej pieśni w kraju i zagranicą.

### Lata 1945–1991
Chór zdobywał liczne dyplomy, nagrody i odznaczenia m.in. Zarząd Główny Polskiego Związku Chórów i Orkiestr przyznał chórowi Złotą Odznakę z Laurem za wieloletnią działalność. Do najważniejszych osiągnięć chóru należą:
- dwukrotny udział w Międzynarodowym Festiwalu Ziem Pomorskich w Międzyzdrojach (w 1974 i 1978)
- udział w dwóch liczących się w kraju konkursach w 1978 „Czerwona Lutnia” w Katowicach i w 1979 „Legnica-Cantat” w Legnicy
- w latach 1977, 1981 i 1983 chór koncertował w Holandii biorąc udział w Międzynarodowym Festiwalu w Hadze, a także wspólnie z zaprzyjaźnionym chórem męskim „Helmons-Maanenkoor” występował w różnych miastach Holandii
- trzykrotnie „Helmons-Maanenkor” gościli w Polsce
- w roku 1981 „Harmonia” uczestniczyła w Międzynarodowym Festiwalu w Limburgu w Niemczech
- w roku 1988 wspaniałym sukcesem był występ na Festiwalu w Karditsa w Grecji, gdzie chór zyskał wysoką ocenę Jury i był entuzjastycznie przyjęty przez publiczność

### Od 1991
Od 1991 roku kierownikiem artystycznym zespołu jest młody uzdolniony muzyk adiunkt Akademii Muzycznej w Łodzi Jerzy Rachubiński. Okres ten zaowocował wprowadzeniem do repertuaru dzieł muzyki oratoryjnej, takich jak „Te Deum” Antona Brucknera wykonanym w 1996 roku razem z chórem Motettenchor ze Stuttgartu i Orkiestrą Symfoniczną Akademii Muzycznej w Łodzi, w roku 2000 w czasie wspólnego koncertu z „Hanower Choir” chórem z Londynu, Orkiestrą Teatru Wielkiego i pięcioma solistami wykonano po raz pierwszy w Łodzi Requiem Gaetano Donizettiego. O osiągniętym poziomie artystycznym świadczy zdobycie w roku 1999 Brązowego medalu na Międzynarodowym Festiwalu Chóralnym w Limburgu w Niemczech. Za najbardziej zasłużonych członków chóru uznać należy byłych prezesów: Bolesława Sosnowskiego, Stanisława Krawczaka, Cyryla Kozińskiego, Roberta Turka i Jerzego Irchę oraz członków: Zenona Wolskiego, Józefę Szczygielską, Janinę Dembecką, Annę Witczak, Mariannę Dziamarę, Józefa Lewickiego oraz działających i śpiewających do tej pory Walentego Kałużnego, Zofię i Jerzego Sowów.
Te osiągnięcia artystyczne zespół zawdzięcza swym dyrygentom m.in. Franciszkowi Wesołowskiemu, Karolowi Prosnakowi, Bernardowi Pietrzakowi, Andrzejowi Zamolskiemu. Najbardziej znaczące sukcesy chóru odniósł pod kierownictwem nie żyjącego już wybitnego chórmistrza, ale także wspaniałego człowieka i naszego Wielkiego przyjaciela Henryka Blachy (m.in. wyróżnienie na Festiwalu Haga 83 i na Festiwalu Karditsa).
Co rok „Harmonia” organizuje tzw. „Cecylkę” w dzień Świętej Cecylii, patronki chóru. Uczestnicy wtedy uczestniczą w mszy świętej, a po niej razem spędzają czas w siedzibie chóru.
W maju 2011 roku, Stowarzyszenie obchodziło jubileusz 125-lecia działalności. Z tej okazji, razem z Akademickim Chórem Politechniki Łódzkiej, odbyła się premiera wykonania utworu Te Deum Georges’a Bizeta. Ponadto wojewoda łódzki Jolanta Chełmińska wręczyła chórowi Srebrny Medal „Zasłużony Kulturze Gloria Artis” nadany przez ministra kultury i dziedzictwa narodowego.
We wrześniu 2018 roku dyrygentem chóru został Mariusz Lewy, zastępując tym samym Jerzego Rachubińskiego. Kolejnym dyrygentem chóru został Michał Barański, a od września 2022 – mgr Kamil Gruszczyński.

## Skład
Chór jest stowarzyszeniem otwartym i każdy może przystąpić do niego. Oficjalnym członkiem chóru staje się po roku aktywnego śpiewania. Harmonia liczy ok. 50 członków, liczba ta jest zmienna. Prezesem chóru jest Małgorzata Ircha, dyrektorka Ogólnokształcącej Szkoły Muzycznej I i II stopnia im. Henryka Wieniawskiego w Łodzi. Wiceprezesami są Jolanta Kaliszewska i Karol Stasiński.

## Repertuar

### Muzyka sakralna
- anonim – Bogurodzica
- opr. Teofil Klonowski – Gaude Mater Polonia
- Jakob Arcadelt (1505–1567) – Ave Maria
- Giovanni Pierluigi da Palestrina (1525–1594) – O Domine Jesu Christe
- Wacław z Szamotuł (ok. 1533 – ok. 1568) – Już się zmierzcha
- Mikołaj Gomółka (ok. 1535 – ok. 1609) – Psalm XXIX (Nieście chwałę mocarze)
- Mikołaj Gomółka (ok. 1535 – ok. 1609) – Psalm XIX (Głupia mądrości, rozumie szalony)
- Tomás Luis de Victoria (1548–1611) – Ave Maria
- Heinrich Schütz (1585–1672) – Verleih uns Frieden genadiglich
- Antonio Lotti (1666–1740) – Miserere
- Johann Sebastian Bach (1685–1750) – Wohl mir, das ich Jesum habe – chorał z Kantaty 147
- Quirino Gasparini (1721–1778) – Adoramus Te Christe
- Wolfgang Amadeus Mozart (1756–1791) – Ave verum corpus
- Wolfgang Amadeus Mozart (1756–1791) – Laudate Dominum z Vesperae solennes (KV 339)
- Franz Schubert (1797–1828) – Heilig ist der Herr
- Stanisław Moniuszko (1819–1872) – Ojcze nasz
- César Franck (1822–1890) – Panis angelicus
- Anton Bruckner (1824–1896) – Locus iste
- Zoltán Kodály (1882–1967) – Stabat Mater
- Randall Thompson (1899–1984) – Alleluia
- Tadeusz Paciorkiewicz (1916) – Ave Regina caelorum
- Bernard Pietrzak (1924–1978) – Veni Creator
- Józef Świder (1930), sł. Krzysztof Kamil Baczyński – Modlitwa do Bogarodzicy
- Romuald Twardowski (1930) (słowa Jan Kochanowski) – Czego chcesz od nas, Panie
- Henryk Mikołaj Górecki (1933–2010) – Zdrowaś bądź Maryja
- Gerhard Track (1934) – Gloria
- Krzysztof Grzeszczak (1965) – Elegia
- Krzysztof Grzeszczak (1965) – Praedictio doloris II
- Henryk Mikołaj Górecki – Zdrowaś bądź Maryja

### Kolędy i pastorałki
- Jan Maklakiewicz – Kołysanka Marii Panny
- Jan Maklakiewicz – Za gwiazdą
- opr. Feliks Rączkowski – Gdy się Chrystus narodził
- opr. Feliks Rączkowski – A to komu
- Feliks Nowowiejski – Jezusek czuwa
- opr. Feliks Nowowiejski – Dzisiaj w Betlejem
- opr. Feliks Nowowiejski – Witaj Jezu
- opr. Józef Świder – Narodził się w stajni
- opr. Józef Świder – Mędrcy świata
- opr. Józef Świder – Wesołą nowinę
- Kazimierz Wiłkomirski – Wędrowali Trzej Królowie
- opr. Stanisław Niewiadomski – W dzień Bożego Narodzenia
- opr. Jerzy Rachubiński – Lulajże Jezuniu
- opr. Jerzy Rachubiński – Mizerna cicha
- opr. Jerzy Rachubiński – A cóż z tą Dzieciną
- opr. Jerzy Rachubiński – Nie było miejsca dla Ciebie
- kolęda walijska – Wieńczmy każdy dom jemiołą (Deck the halls)
- Bartłomiej Pękiel – Magnum nomen Domini

### Negro spiritual
- opr. Eduard Putz – Were you there
- opr. Anders Öhrwall – Swing low
- opr. Moses Hogan – Standing in the need of prayer

### Muzyka cerkiewna
- Dmitrij Bortnianski (1751–1825) – Dostojno jest
- Piotr Czajkowski (1840–1893) – Miłost mira
- Siergiej Rachmaninow (1873–1943) – Bogorodice Djewo, radujsja
- Pawieł Czesnokow, opr. W. Antonow – Sowiet priewiecznyj
- Giennadij Szumiłow – Pomiłuj mia, Boże
- Dmitrij Bortnianski – Tiebie pojem

### Muzyka świecka
- Pierre Attaingnant (? – 1553) – Tourdion
- Orlando di Lasso (1532–1594) – Quand mon mari
- Pierre Passereau (w. XVI) – Il est bel et bon
- Orlando di Lasso (1532–1594) – Matona mia cara
- Johann Sebastian Bach (1685–1750) opr. Anders Ohrwall – Bouree
- Stanisław Kazuro (1882–1961) – Ostatni mazur
- Kazimierz Jurdziński (1894–1960) – Białe róże
- Jan Maklakiewicz (1899–1954) – Kołysanka
- Karol Mroszczyk (1905–1976) – Ja za wodą
- oprac. Fritz Dietrich (1905–1945) – Der Jager langs dem Weiher ging
- Józef Karol Lasocki – Nie będzie mnie głowisia bolała
- Józef Karol Lasocki – Po cóżeś mnie matuleńko
- Józef Karol Lasocki – Krakowiak
- opr. Enrique Fábrez (1926) – Boleras Sevillanas
- Józef Świder (1930) – Usta proszą
- Józef Świder (1930) – Taniec
- Romuald Twardowski (1930) – Tu jest mój dom
- Romuald Twardowski (1930) – Z tamtej strony jeziora
- Romuald Twardowski (1930), sł. Czesław Miłosz – W mojej ojczyźnie
- Juliusz Łuciuk (1927) – O, ziemio polska
- Vincent Youmans (1898–1946), opr. Jerzy Rachubiński – Herbatka we dwoje
- oprac. Gil Aldema – Yerushalayim shel zahav
- Calvin Carter, James Hudson, oprac. Robert Sund – Goodnight, well it is time to go

### Chóry operowe
- Richard Wagner (1813–1883) – chór „Treulich gefuhrt” – z III aktu opery „Lohengrin”
- Giuseppe Verdi (1813–1901) – chór „Va pensiero” z III aktu opery „Nabucco”
- Giuseppe Verdi (1813–1901) – chór „Coro di crociati e Pellegrini” z IV aktu opery „I Lombardi”
- Giuseppe Verdi (1813–1901) – chór „Di vermiglia” z I aktu opery „Oberto”
- Giuseppe Verdi (1813–1901) – aria Riccardo „Son fra voi” z chórem z I aktu opery „Oberto”
- Giuseppe Verdi (1813–1901) – Scena i cavatina Odabelli z chórem z opery „Attyla”

### Pieśni żołnierskie i patriotyczne
- muz. i sł. autorzy nieznani, oprac. Jerzy Rachubiński – Marsz, marsz Polonia
- muz. i sł. Adam Kowalski, oprac. Jerzy Rachubiński – Modlitwa obozowa
- muz. autor nieznany, sł. Henryk Rasiewicz „Kim” – oprac. Jerzy Rachubiński – Na znojną walkę
- muz. Leon Łuskino, sł. partyzanci AK – 1944 r. – oprac. Jerzy Rachubiński – Hej, my partyzanci (mel. Maszerują strzelcy)
- muz. Wasyl Agapkin, sł. Henryk Rasiewicz „Kim” – oprac. Jerzy Rachubiński – Noc zapada nad cichym jeziorem (mel. Rozszumiały się wierzby płaczące)
- muz. Feliks Nowowiejski, sł. Maria Konopnicka – Rota
- muz. Stanisław Niewiadomski (1859-1936) – oprac. Jerzy Rachubiński – Ej dziewczyno, ej niebogo
- muz. Aleksandra Wolska, opr. Jerzy Rachubiński – Jakżem maszerował
- opr. Jerzy Rachubiński – Legiony to żołnierska nuta
- opr. Jerzy Rachubiński – Boże, coś Polskę

### Muzyka oratoryjna
- W.A. Mozart – Requiem (fragmenty: Requiem aeternam, Dies irae, Lacrimosa)
- Anton Bruckner – Te Deum
- Georges Bizet – Te Deum
- Gaetano Donizetti – Messa di Requiem